# Kostel svatého Jana Evangelisty (Malé Březno)
Kostel svatého Jana Evangelisty je římskokatolický kostel zasvěcený sv. Janovi Evangelistovi v Malém Březně v okrese Most. Jeho současná barokní podoba vychází z přestavby v letech 1723–1725. Je chráněn jako kulturní památka České republiky.

## Historie
Kostel s farou se ve vsi připomíná již k roku 1334, kdy patřil k žateckému děkanství. V roce 1597 byla přistavěna věž. Kostel vyhořel během třicetileté války a poté byl obnoven v barokním slohu (výstavba skončila v roce 1644). Další rozsáhlá barokní přestavba proběhla v letech 1723–1725, kdy kostel získal dnešní podobu.
V roce 1998 skončila renovace kostela.

## Vybavení
V kostele se nachází křtitelnice z doby kolem roku 1600, oltář sv. Floriána z první poloviny 18. století a dále sochy sv. Vojtěcha, sv. Víta a sv. Jana Nepomuckého. Varhany z roku 1790 byly přeneseny z kostela v Buškovicích.
Na severní straně kostela se nachází socha sv. Floriána, která sem byla převezena ze zbořené obce Ervěnice.